# Conversation Peace
Albums de Stevie Wonder
Jungle Fever
(1991) A Time to Love
(2005)
Conversation Peace est un album de Stevie Wonder sorti le 21 mars 1995 sous le label Motown. En 1996, deux Grammy Award sont décernés à la chanson For Your Love : celui de la Meilleure chanson R&B et de la Meilleure interprétation vocale R&B masculine.
Il a mis 8 ans pour réaliser cet album.

## Liste des morceaux
| No  | Titre                                    | Durée |
| --- | ---------------------------------------- | ----- |
| 1.  | Rain Your Love Down                      | 6:08  |
| 2.  | The Edge of Eternity                     | 6:01  |
| 3.  | Taboo to Love                            | 4:25  |
| 4.  | Take The Time Out                        | 5:05  |
| 5.  | I'm New                                  | 5:41  |
| 6.  | My Love Is With You                      | 5:54  |
| 7.  | Treat Myself (Wonder, Stephanie Andrews) | 4:55  |
| 8.  | Tomorrow Robins Will Sing                | 4:46  |
| 9.  | Sensuous Whisper                         | 5:47  |
| 10. | For Your Love                            | 5:00  |
| 11. | Cold Chill                               | 6:53  |
| 12. | Sorry                                    | 6:45  |
| 13. | Conversation Peace                       | 6:39  |

## Singles
- 1996 : For Your Love (deux Grammy Awards)